# Mabopane
Mabopane – miasto, zamieszkane przez 110 972 ludzi (2011), w Republice Południowej Afryki, w prowincji Gauteng i gminie metropolitalnej Tshwane.
W mieście znajduje się stadion piłki nożnej - Odi Stadium.